# محافظة إيفانو
محافظة إيفانو هي بلدة، في أستراليا، تقع في نيوساوث ويلز، بلغ عدد سكانها 327  نسمة وذلك حسب إحصائيات سنة 2016، رمزها البريدي هو 2878.

## المناخ
يظهر الجدول التالي التغييرات المناخية على مدار السنة لمحافظة إيفانو:
| البيانات المناخية لـمحافظة إيفانو | البيانات المناخية لـمحافظة إيفانو | البيانات المناخية لـمحافظة إيفانو | البيانات المناخية لـمحافظة إيفانو | البيانات المناخية لـمحافظة إيفانو | البيانات المناخية لـمحافظة إيفانو | البيانات المناخية لـمحافظة إيفانو | البيانات المناخية لـمحافظة إيفانو | البيانات المناخية لـمحافظة إيفانو | البيانات المناخية لـمحافظة إيفانو | البيانات المناخية لـمحافظة إيفانو | البيانات المناخية لـمحافظة إيفانو | البيانات المناخية لـمحافظة إيفانو | البيانات المناخية لـمحافظة إيفانو |
| الشهر                             | يناير                             | فبراير                            | مارس                              | أبريل                             | مايو                              | يونيو                             | يوليو                             | أغسطس                             | سبتمبر                            | أكتوبر                            | نوفمبر                            | ديسمبر                            | المعدل السنوي                     |
| --------------------------------- | --------------------------------- | --------------------------------- | --------------------------------- | --------------------------------- | --------------------------------- | --------------------------------- | --------------------------------- | --------------------------------- | --------------------------------- | --------------------------------- | --------------------------------- | --------------------------------- | --------------------------------- |
| الدرجة القصوى °م (°ف)             | 48.0 (118.4)                      | 48.5 (119.3)                      | 44.7 (112.5)                      | 39.0 (102.2)                      | 30.8 (87.4)                       | 26.8 (80.2)                       | 26.0 (78.8)                       | 32.2 (90.0)                       | 39.2 (102.6)                      | 40.5 (104.9)                      | 45.6 (114.1)                      | 46.4 (115.5)                      | 48.5 (119.3)                      |
| متوسط درجة الحرارة الكبرى °م (°ف) | 34.9 (94.8)                       | 34.0 (93.2)                       | 30.8 (87.4)                       | 25.7 (78.3)                       | 20.4 (68.7)                       | 17.1 (62.8)                       | 16.5 (61.7)                       | 18.7 (65.7)                       | 22.7 (72.9)                       | 26.4 (79.5)                       | 30.0 (86.0)                       | 33.3 (91.9)                       | 25.9 (78.6)                       |
| متوسط درجة الحرارة الصغرى °م (°ف) | 18.1 (64.6)                       | 18.0 (64.4)                       | 14.7 (58.5)                       | 10.3 (50.5)                       | 6.8 (44.2)                        | 4.4 (39.9)                        | 3.6 (38.5)                        | 4.7 (40.5)                        | 7.2 (45.0)                        | 10.5 (50.9)                       | 13.8 (56.8)                       | 16.3 (61.3)                       | 10.7 (51.3)                       |
| أدنى درجة حرارة °م (°ف)           | 8.0 (46.4)                        | 6.6 (43.9)                        | 4.5 (40.1)                        | −0.5 (31.1)                       | −5.6 (21.9)                       | −5.6 (21.9)                       | −6.2 (20.8)                       | −4.0 (24.8)                       | −1.2 (29.8)                       | 0.2 (32.4)                        | 2.0 (35.6)                        | 6.0 (42.8)                        | −6.2 (20.8)                       |
| الهطول مم (إنش)                   | 30.0 (1.18)                       | 29.5 (1.16)                       | 29.5 (1.16)                       | 19.6 (0.77)                       | 27.1 (1.07)                       | 26.8 (1.06)                       | 22.9 (0.90)                       | 23.5 (0.93)                       | 22.0 (0.87)                       | 28.3 (1.11)                       | 24.0 (0.94)                       | 25.9 (1.02)                       | 308.0 (12.13)                     |
| متوسط أيام هطول الأمطار           | 3.3                               | 3.1                               | 3.3                               | 3.2                               | 4.9                               | 5.9                               | 5.9                               | 5.7                               | 4.8                               | 4.8                               | 3.6                               | 3.6                               | 52.1                              |
| Average afternoon رطوبة نسبية (%) | 25                                | 28                                | 31                                | 38                                | 49                                | 55                                | 53                                | 44                                | 35                                | 30                                | 26                                | 25                                | 37                                |
| المصدر:                           |                                   |                                   |                                   |                                   |                                   |                                   |                                   |                                   |                                   |                                   |                                   |                                   |                                   |